# Bill Hooper (cầu thủ bóng đá, sinh năm 1884)
William George Hooper (20 tháng 2 năm 1884 – 1952) là một cầu thủ bóng đá người Anh thi đấu ở vị trí outside right có hơn 190 lần ra sân ở Football League, đáng chú ý nhất là cho Nottingham Forest.

## Thống kê sự nghiệp
| Câu lạc bộ          | Mùa giải            | Giải vô địch                   | Giải vô địch | Giải vô địch | Cúp FA | Cúp FA | Khác | Khác | Tổng | Tổng |
| Câu lạc bộ          | Mùa giải            | Hạng đấu                       | Trận         | Bàn          | Trận   | Bàn    | Trận | Bàn  | Trận | Bàn  |
| ------------------- | ------------------- | ------------------------------ | ------------ | ------------ | ------ | ------ | ---- | ---- | ---- | ---- |
| Gillingham          | 1914–15             | Southern League First Division | 25           | 1            | 0      | 0      | —    | —    | 25   | 1    |
| Southport Vulcan    | 1919–20             | Central League                 | 0            | 0            | 0      | 0      | 1    | 0    | 1    | 0    |
| Tổng cộng sự nghiệp | Tổng cộng sự nghiệp | Tổng cộng sự nghiệp            | 25           | 1            | 0      | 0      | 1    | 0    | 26   | 1    |

1. ↑  Ra sân ở Lancashire Junior Cup.